# Kyselé hrozny sladké Francie
Kyselé hrozny sladké Francie (v anglickém originále The Crepes of Wrath) jsou 11. díl 1. řady (celkem 11.) amerického animovaného seriálu Simpsonovi. Scénář napsali George Meyer, Sam Simon, John Swartzwelder a Jon Vitti a díl režírovali Wes Archer a Milton Gray. V USA měl premiéru dne 15. dubna 1990 na stanici Fox Broadcasting Company a v Česku byl poprvé vysílán 2. dubna 1993 na stanici ČT1.

## Děj
Poté, co Homer zakopne o Bartův skateboard a spadne ze schodů, je několik dní upoután na gauč se zraněnými zády. Za trest Marge donutí Barta uklidit si pokoj a on tam objeví starou třešňovou bombu. Druhý den ve škole ji spláchne na chlapeckých záchodech, zatímco matka ředitele Skinnera, Agnes, používá sousední dívčí záchody. Následný výbuch ji srazí ze záchodového prkénka a rozzuří ředitele Skinnera. 
Skinner navrhne Homerovi a Marge, aby Barta deportovali tím, že ho přihlásí do školního výměnného programu. Když Bart uvidí obrázek krásného francouzského zámku, k Homerově a Skinnerově radosti souhlasí, že tam pojede. Simpsonovi hostí studenta z Albánie jménem Adil Hoxha. 
Když Bart přijede na Château Maison, najde zchátralý statek na zchátralé vinici. Jeho hostiteli jsou dva bezohlední a hrubí vinaři, César a jeho synovec Ugolin, kteří s ním zacházejí jako s otrokem. Bart trpí hladem, zatímco ho nutí nosit vědra s vodou, sbírat a drtit hrozny, spát na podlaze a testovat víno kontaminované nemrznoucí směsí. 
Adil přijíždí do Springfieldu a udělá na Marge a Homera dojem svým zdvořilým chováním a pomocí při domácích pracích. Netuší, že Adil je ve skutečnosti albánský špion, který byl vyslán, aby získal plány reaktoru Springfieldské jaderné elektrárny. Homer ho nevědomky vezme na prohlídku elektrárny a nic si nemyslí, když Adil pořídí mnoho fotografií, které pošle do Albánie pomocí faxu ukrytého v Bartově domku na stromě. 
Když Barta jeho věznitelé pošlou do města koupit bednu nemrznoucí směsi, požádá o pomoc četníka, ale ten neumí ani slovo anglicky. Bart odchází a klepe si na čelo, že nedokáže pochytit místní řeč, když tu náhle začne mluvit francouzsky. Uvědomí si, že nyní mluví plynně, a vypráví četníkovi o krutosti, které se mu dostalo od vinařů, a o jejich snaze prodávat falšované víno (přičemž tento zločin je četníkem posuzován hůře než Bartovo skutečné vykořisťování). Muži jsou rychle zatčeni a Bart je oslavován jako hrdina, protože odhalil jejich plán prodeje falšovaného vína. 
Ve Springfieldu je Adil chycen FBI při špionáži a deportován do Albánie výměnou za návrat amerického špiona, který tam byl zajat. Bart se vrací domů s dárky pro svou rodinu. Homer má potíže s otevřením láhve vína, ale je potěšen, že Bart mluví francouzsky, aniž by věděl, že ho Bart nazval šaškem.

## Produkce
Díl byl první epizodou seriálu Simpsonovi, u které byl George Meyer uveden jako scenárista, a napsal ji společně se Samem Simonem, Johnem Swartzwelderem a Jonem Vittim. Epizoda byla inspirována francouzským filmem Manon od pramene. Scenáristé se snažili vymyslet, z jaké země by měl pocházet zahraniční student na výměnném pobytu, když se rozhodli pro Albánii. Neviděli mnoho využití této země v televizi a rozhodli se, že epizoda bude poctou herci Johnu Belushimu, jenž má albánské kořeny. Scenáristé toho o zemi moc nevěděli a nemohli pro chlapce vymyslet dobré jméno, a tak mu dali příjmení Hoxha podle bývalého albánského vůdce Envera Hodži. Ve scéně, kdy se Adil loučí se svou rodinou, použili skutečnou albánštinu a na popud Sama Simona se snažili o správné vystižení skutečného jazyka. Ve scénách s Bartem ve Francii použili také skutečnou francouzštinu a pro záběry Barta na letišti v Paříži scenáristé provedli výzkum jistého letiště ve Francii. Matka ředitele Skinnera, Agnes Skinnerová, se v této epizodě poprvé objevila v Simpsonových, i když její hlas a osobnost byly trochu jiné, než na jaké si diváci zvykli v pozdějších epizodách seriálu.
César a Ugolin jsou pojmenováni podle rolníků z francouzsky mluvených filmů Jean od Floretty a Manon od pramene z roku 1986. Bartův dárek z Francie pro Maggie je odkazem na Le Ballon Rouge, krátký francouzský film pro děti. Cestou na Château Maison Bart a Ugolin projíždějí kolem scén zobrazených na několika slavných obrazech, zejména Bassin aux nymphéas od Clauda Moneta, Champ de blé aux corbeaux od Vincenta van Gogha, Le rêve od Henriho Rousseaua a Déjeuner sur l'herbe od Édouarda Maneta.
Připouští se, že podobný skandál s použitím nemrznoucí směsi ve víně se objevil v Rakousku a západním Německu během skandálu s diethylenglykolem ve víně v roce 1985.

## Přijetí
V původním americkém vysílání se díl umístil na 29. místě za týden s ratingem 15,9 podle Nielsenu, což byl druhý nejsledovanější pořad na stanici Fox. Díl získal vesměs pozitivní recenze od kritiků. Warren Martyn a Adrian Wood, autoři knihy I Can't Believe It's a Bigger and Better Updated Unofficial Simpsons Guide, uvedli, že epizoda byla „Tour de Force“ a že to byl „snad první díl, u kterého divákovi spadla čelist nad drzostí a invencí tvůrců seriálu“.
David B. Grelck v recenzi první řady na DVD ohodnotil tuto epizodu známkou 2,5 z 5 a dodal: „Zatímco smích je v této epizodě poněkud suchý, přehnaná zápletka naznačuje, že se chystá něco šíleného.“. Colin Jacobson z DVD Movie Guide v recenzi uvedl, že „je zřejmé, že scenáristé v době vzniku této epizody už začali nacházet svou cestu. Od začátku do konce Hrozny nabízely solidní zážitek, protože seriál začal obsahovat více stylu a jemnosti.“ Scott Collura v Hollywood Video v recenzi epizodu pochválil a řekl, že „je to jeden z nejlepších dílů první řady“.
V roce 1997 označil David Bauder z TV Guide tuto epizodu za nejlepší díl Simpsonových a 17. nejlepší epizodu všech televizních pořadů všech dob. V roce 2006 zařadil IGN díl na seznam nejlepších epizod první řady s tím, že „obsahuje silnou ústřední dějovou linii, kdy je Bart vyslán na výměnný pobyt do Francie a je nucen pracovat pro dva bezohledné vinaře, kteří přimíchávají do vína nemrznoucí směs“. Nathan Ditum z Total Filmu označil odkaz této epizody na Le Ballon Rouge za třetí nejlepší filmový odkaz v historii seriálu.
V knize Planet Simpson autor Chris Turner poznamenává, že mnoho francouzských postav a prostředí v epizodě je z velké části odvozeno z amerických stereotypů o Francii, a píše, že César a Ugolin „jsou dokonalým ztělesněním stereotypního Francouze, který je ve Spojených státech tak nenáviděn“.